# Distretto di Lishan
Il distretto di Lishan (立山区S, Lìshān QūP) è un distretto della Cina, situato nella provincia di Liaoning e amministrato dalla prefettura di Anshan.